# Carlos Vigaray
Carlos Martín Vigaray (ur. 7 września 1994 w Leganés) – hiszpański piłkarz występujący na pozycji obrońcy w Deportivo Alavés.